# I-70
I-70 (Interstate 70) — межштатная автомагистраль в Соединённых Штатах Америки длиной 2153,13 мили (3465,13 км). Проходит по территории десяти штатов.
| Штат  | миль    | км      |
| ----- | ------- | ------- |
| UT    | 232,15  | 373,61  |
| CO    | 451,04  | 725,88  |
| KS    | 424,15  | 682,60  |
| MO    | 251,66  | 405,01  |
| IL    | 155,94  | 250,96  |
| IN    | 156,60  | 252,02  |
| OH    | 225,60  | 363,07  |
| WV    | 14,45   | 23,26   |
| PA    | 167,92  | 270,24  |
| MD    | 93,62   | 150,67  |
| Всего | 2173,13 | 3497,31 |

## Маршрут магистрали
Interstate 70 — пятая по длине межштатная автомагистраль США после I-90, I-80, I-40 и I-10. Западный конец автомагистрали располагается на пересечении с Interstate 15, в округе Миллард штата Юта. Восточный конец трассы находится в городе Балтимор штата Мэриленд. От восточного конца I-70 отходит MD 122.

## Основные развязки
- I-25, Денвер
- I-35, Канзас-Сити
- I-55, Сент-Луис
- I-65, Индианаполис
- I-75, Дейтон
- I-77, Кембридж
- I-81, Хейгерстаун

## Вспомогательные автомагистрали
- I-170 (Миссури)
- I-270 (Колорадо), I-270 (Иллинойс—Миссури), I-270 (Огайо), I-270 (Мэриленд)
- I-370 (Мэриленд)
- I-470 (Канзас), I-470 (Миссури), I-470 (Огайо—Западная Виргиния)
- I-670 (Канзас—Миссури), I-670 (Огайо)

## Интересные факты
- С территорией, прилегающей к I-70, связана деятельность двух неопознанных серийных убийц: душителя с I-70, орудовавшего в штатах Индиана и Огайо в период с 1980-1991 годах; а так же стрелка с I-70, действовавшего в штатах Индиана, Миссури, Канзас в период с апреля по май 1992 года.